# Hwaebul Sports Club
Hwaebul Sports Club ist ein nordkoreanischer Sportverein aus Pjöngjang, der im Mai 2013 von Kim Jong-un gegründet wurde. Der Verein spielte in der Gruppe des Zentralkomitees der Sozialistischen Jugendliga, die von Kim Il-Sung organisiert wurde. Die Fußballabteilung spielt in der höchsten Fußballliga Nordkoreas. Sponsor des Vereins ist Adidas. Das Staatsfernsehen produzierte über den Club eine Dokumentation, in der alle Abteilungen des Clubs vorgestellt wurden.

## Erfolge
- Nationale Meisterschaft: 2014[2]
- Pochonbo Torch Cup: 2014
- Osandok Preis Sports Contest: 2015[3]